# Urmas Hepner
Urmas Hepner   (Tallinn, 31 de juliol de 1964) és un exfutbolista estonià de la dècada de 1980.
Fou 13 cops internacional amb la selecció d'Estònia. Pel que fa a clubs, defensà els colors de diversos clubs estonians i finlandesos com FC Norma Tallinn, SK Tallinna Sport, KTP Kotka o JK Tallinna Sadam.